# 阿科拉 (意大利)

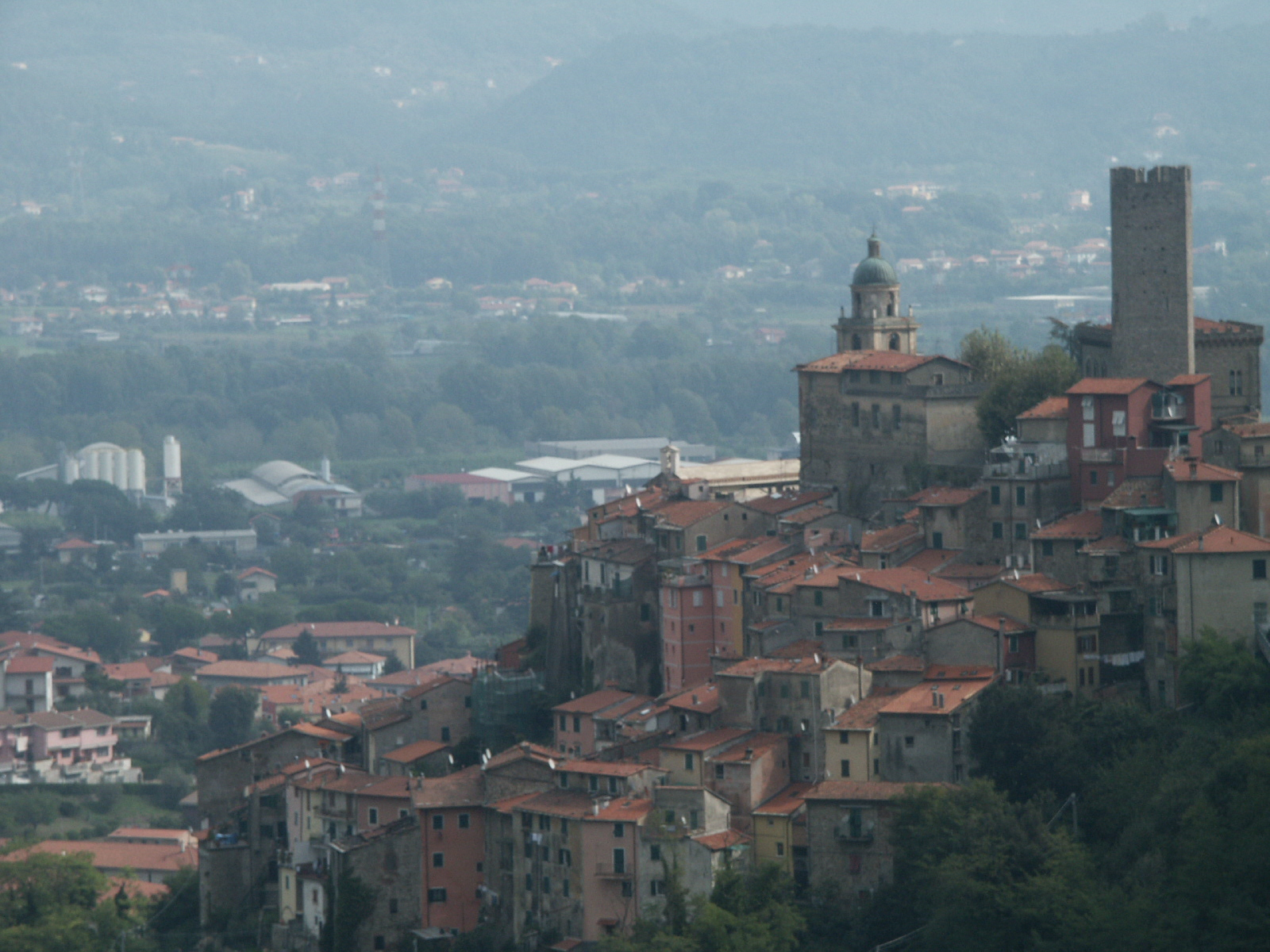
全景图

阿科拉（義大利語：Arcola）是意大利利古里亚大区拉斯佩齊亞省的市镇，位于热那亚东南80公里、拉斯佩齐亚东北7公里处。市镇面积为16.4平方公里，2004年人口数量为10,145人。